# Igreja de São Roque (Veneza)

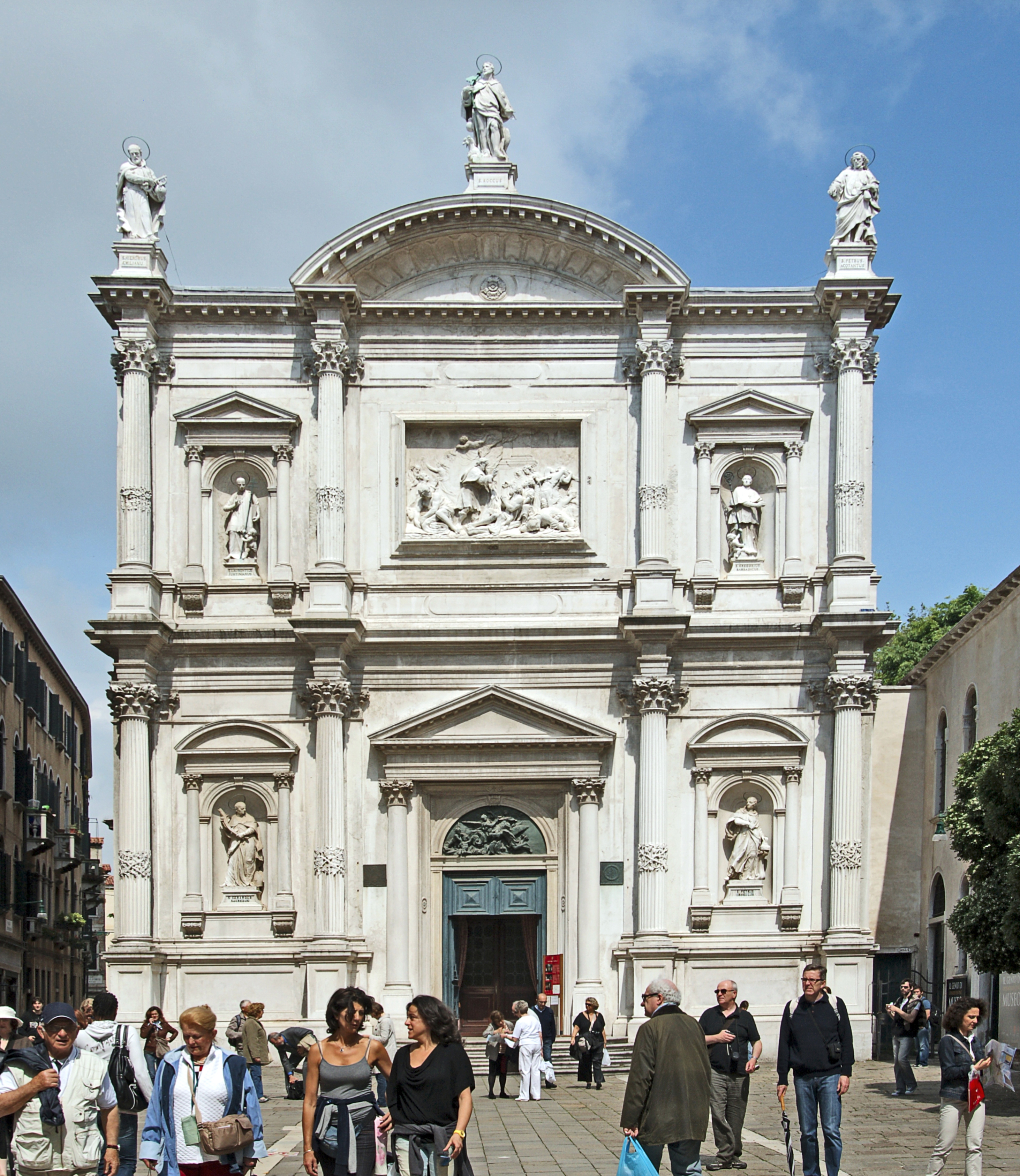
Fachada da igreja de São Roque em Veneza.

A Igreja de San Roque (em italiano:  Chiesa de San Rocco) é um edifício religioso situado no Campo San Rocco, no sestiere de San Polo em Veneza (Itália). Na mesma praça fica também a Scuola Grande di San Rocco, destacada pelas numerosas pinturas de Tintoretto.
Desenhada por Bartolomeo Bon, o Jovem, foi construída entre 1478 e 1494. São Roque, cujas relíquias descansam na igreja, foi declarado um santo padroeiro da cidade em 1576. Todos os anos, no seu dia festivo (16 de agosto), o doge de Veneza fazia uma peregrinação à igreja. Em 1725 foi alterada com obras de fundo. A fachada atual data de 1765-1771. Apresenta portanto vários estilos arquitetónicos.
A fachada é decorada com estátuas de Giovanni Marchiori. Gerard deixou lado da Csanád (Gerardo Sagredo) e Gregorio Barbarigo; do lado direito, Lorenzo Giustiniani e Pietro Orseolo. No centro acima da porta: São Roque cura as vítimas da peste por Giovanni Maria Morlaiter.

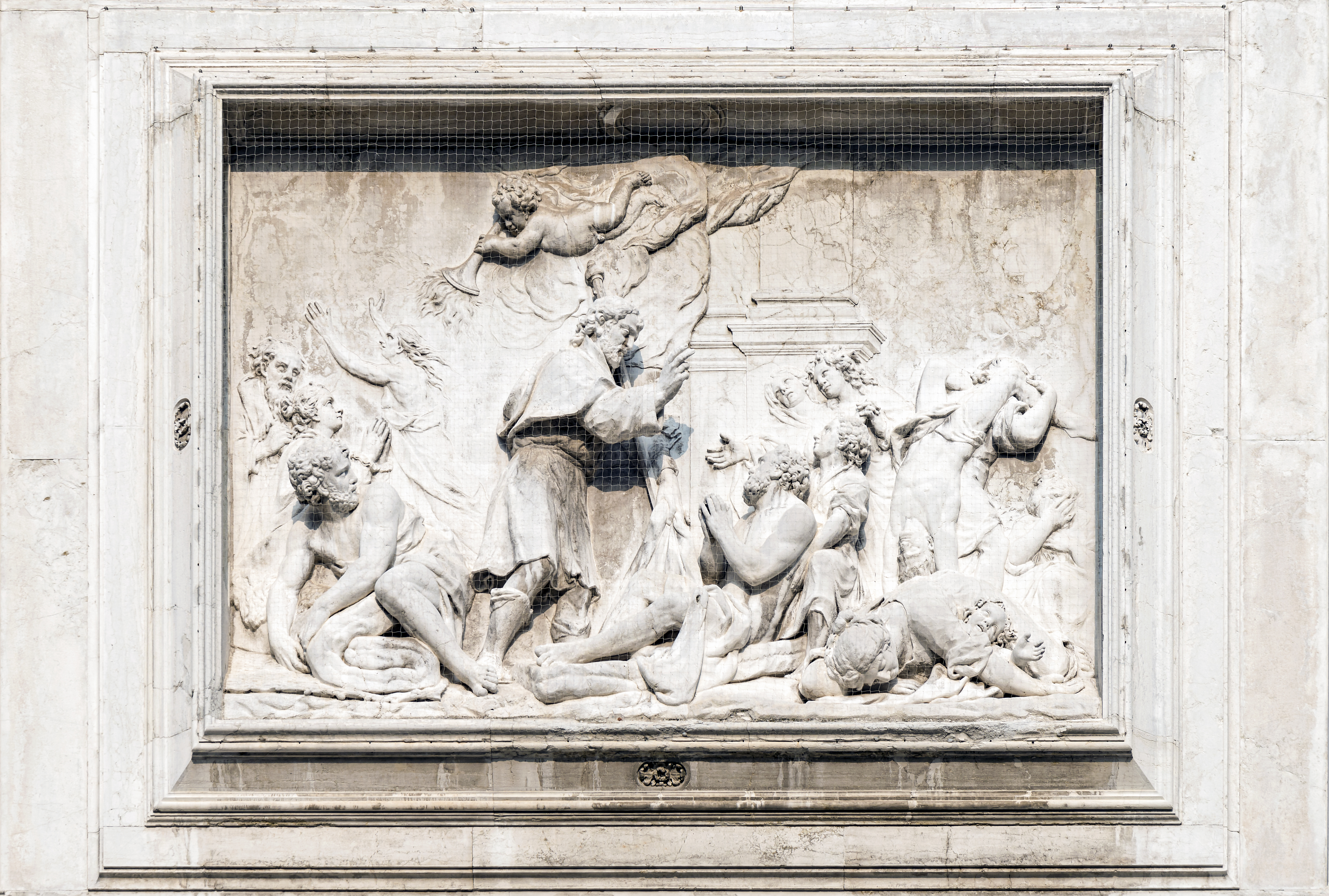
São Roque cura as vítimas da peste por Giovanni Maria Morlaiter.
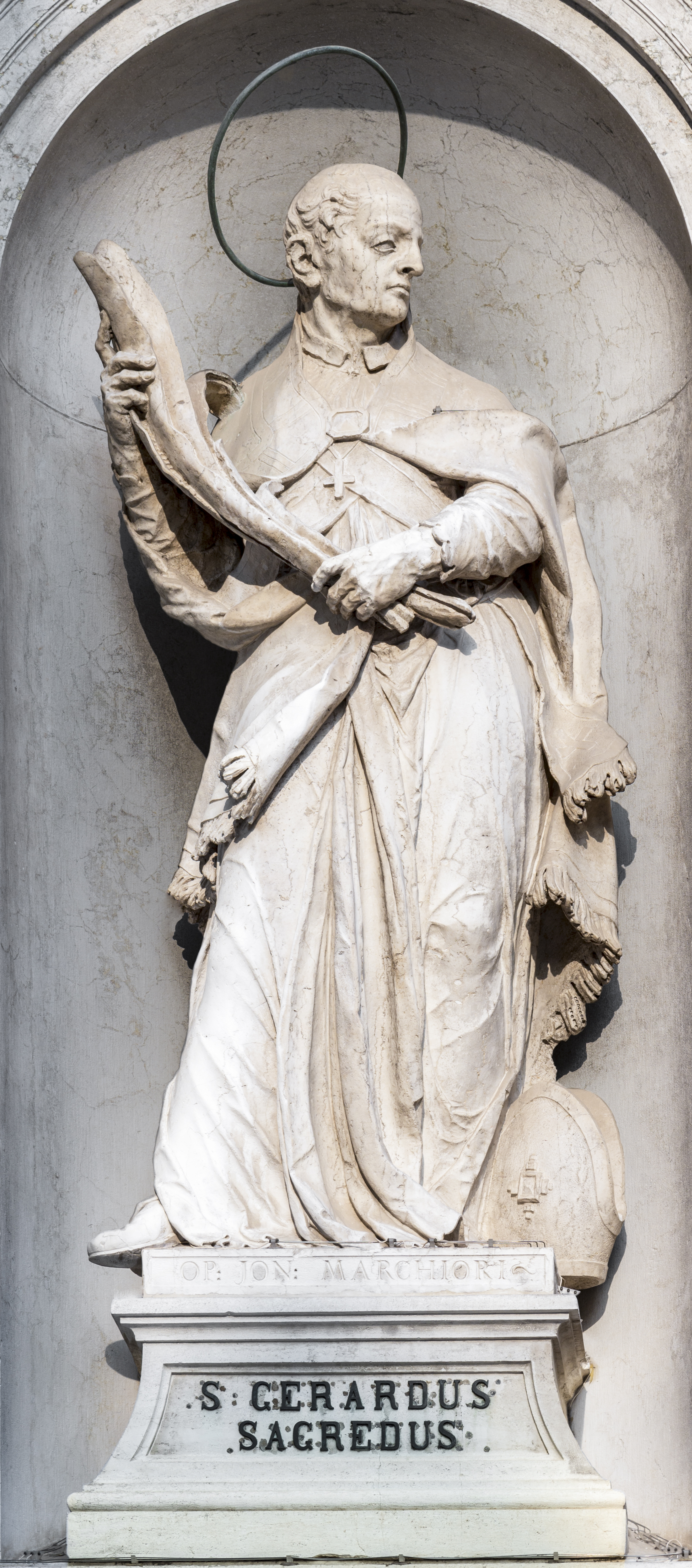
Gerardo Sagredo
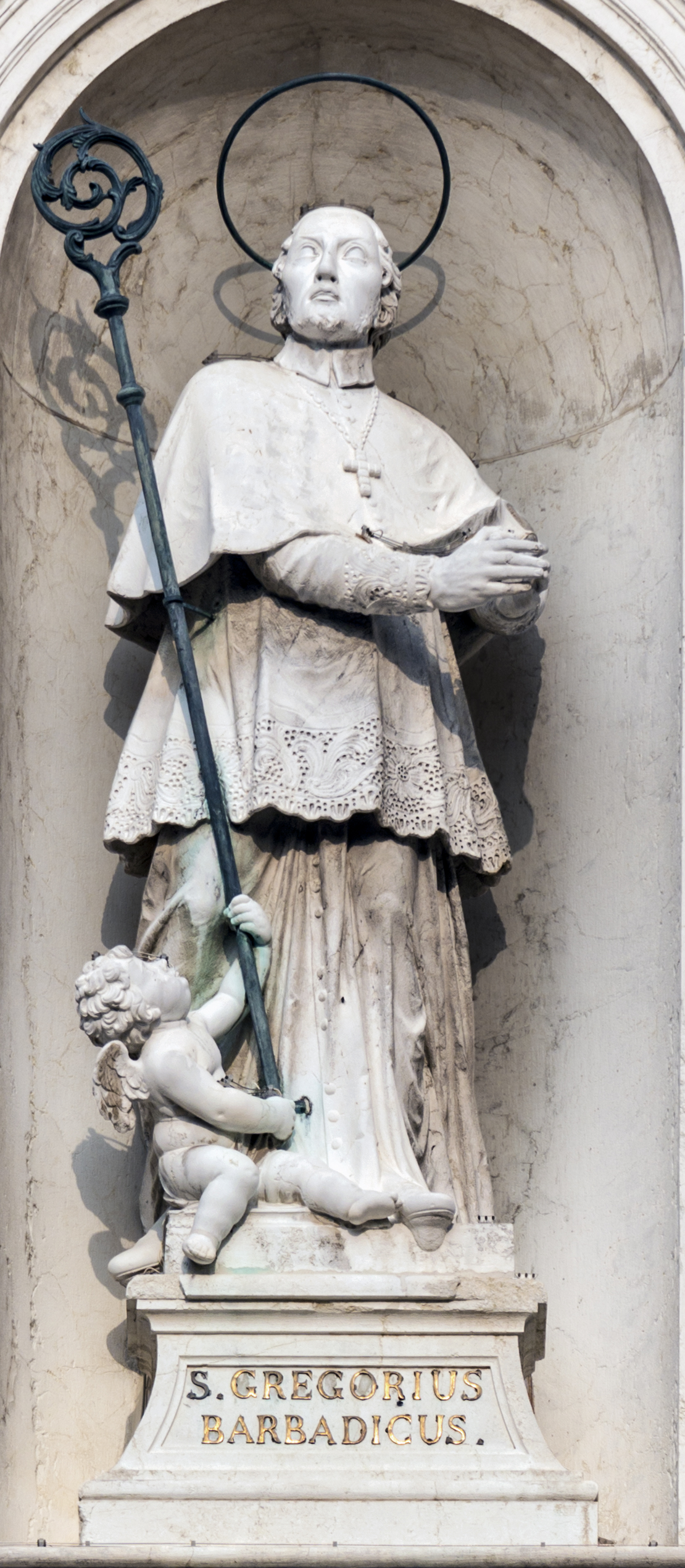
Gregorio Barbarigo
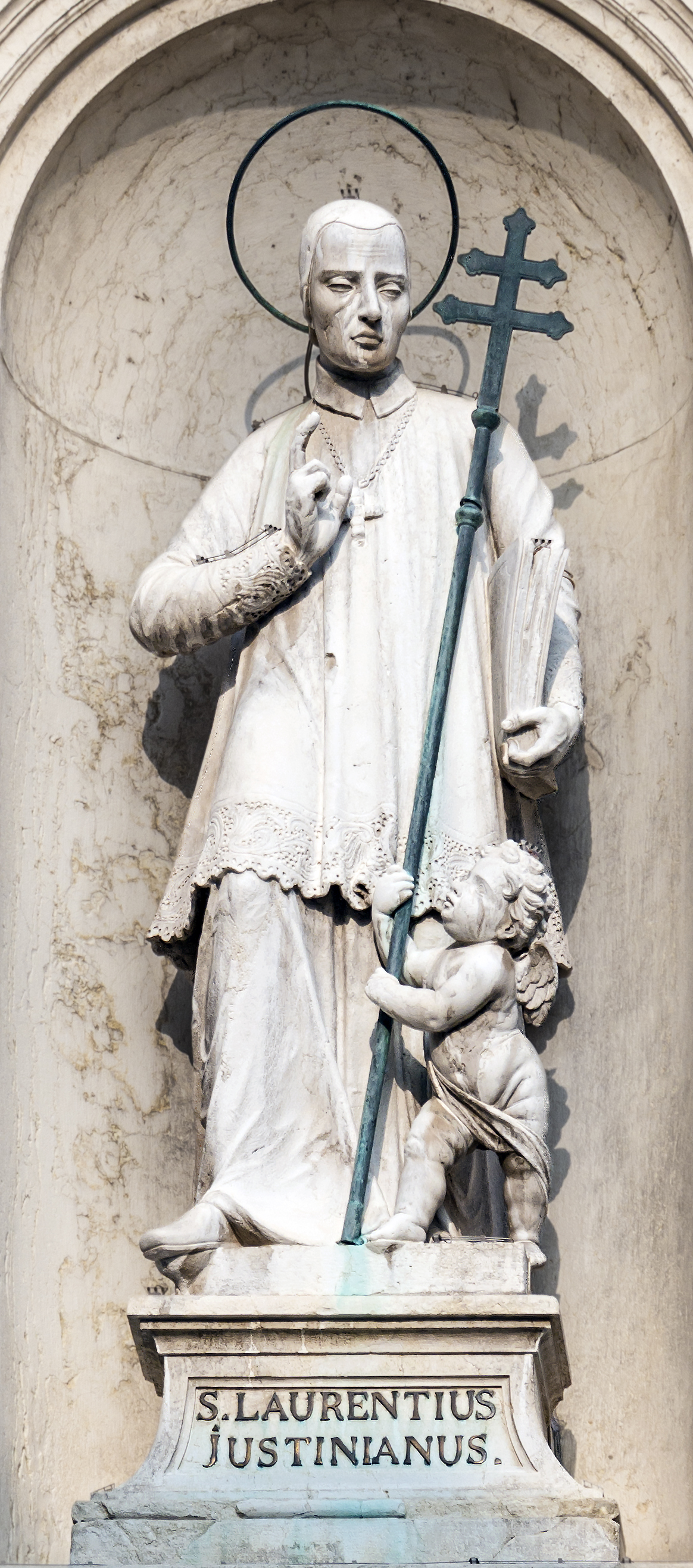
Lorenzo Giustiniani
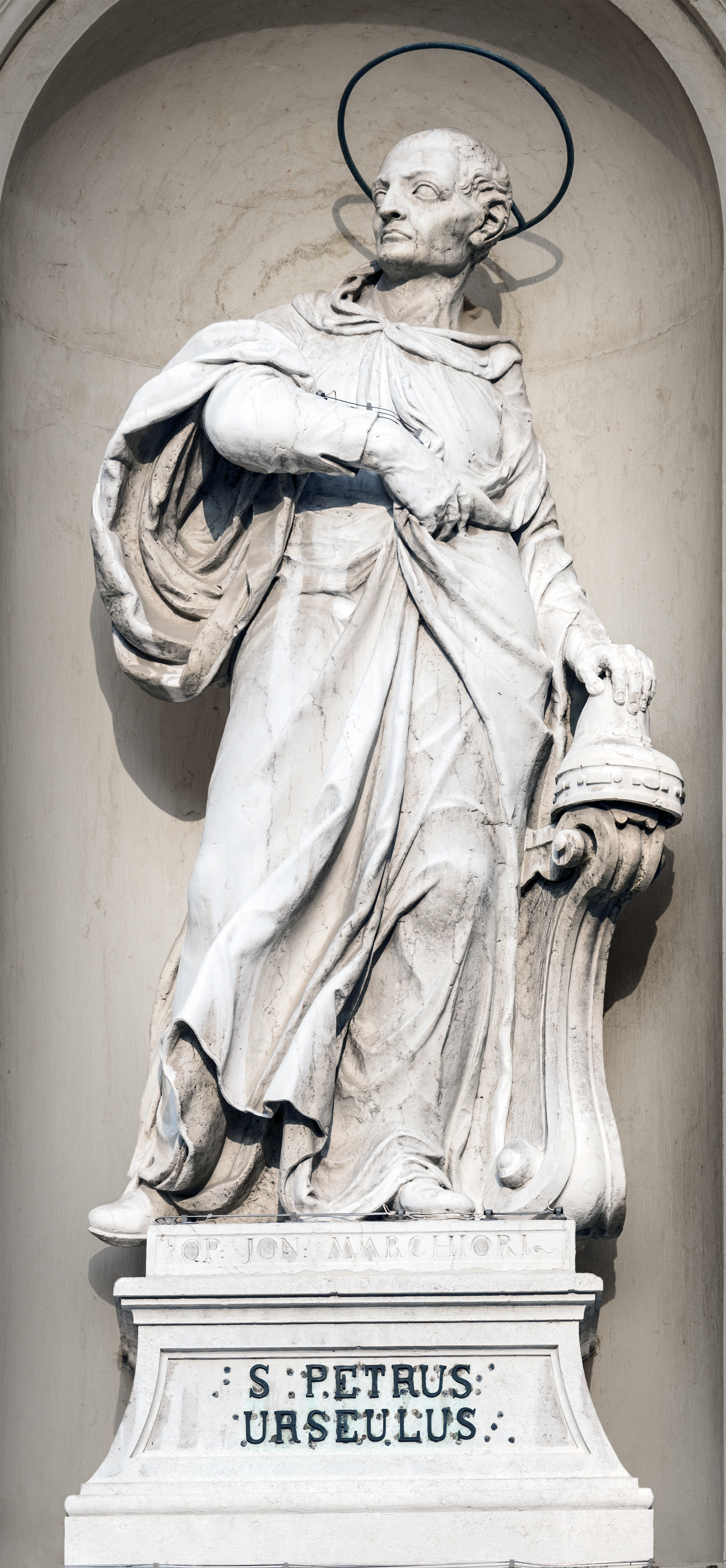
Saint Pietro Orseolo

O interior da igreja destaca pelas pinturas de Tintoretto que podem ver-se no presbitério com cenas da vida de São Roque:
1. Anunciação e São Roque apresentado ao Papa na parede ocidental.
2. São Roque levado prisioneiro (atribuído) e A piscina de Bethesda na parede meridional da nave.
3. São Roque curando a as vítimas da praga, San Roque reconfortado por um anjo, São Roque na solidão e São Roque curando os animais (atribuído).
4. São Cristóvão e São Martinho a cavalo por Pordenone, pendem do muro setentrional da nave.

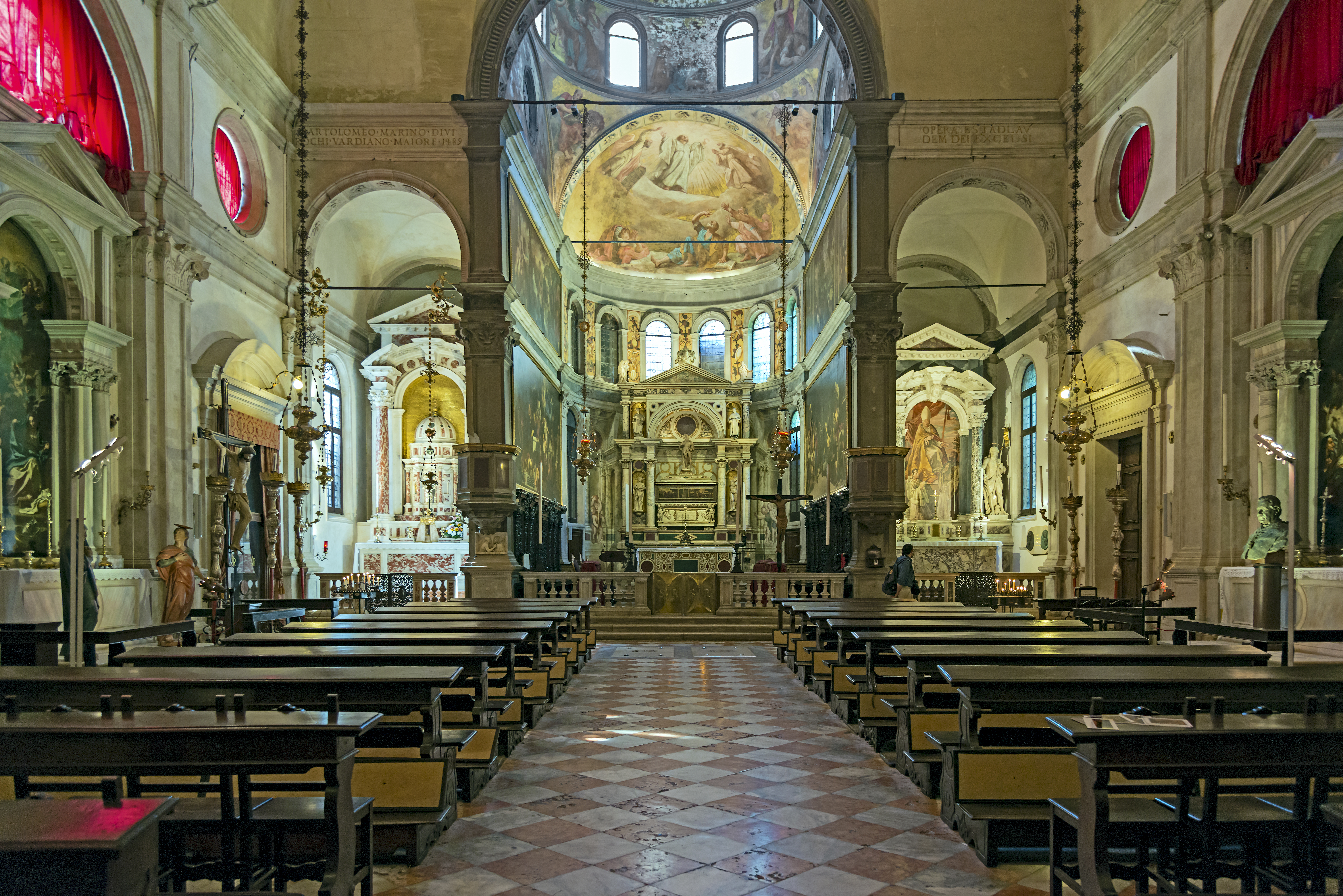
Interior
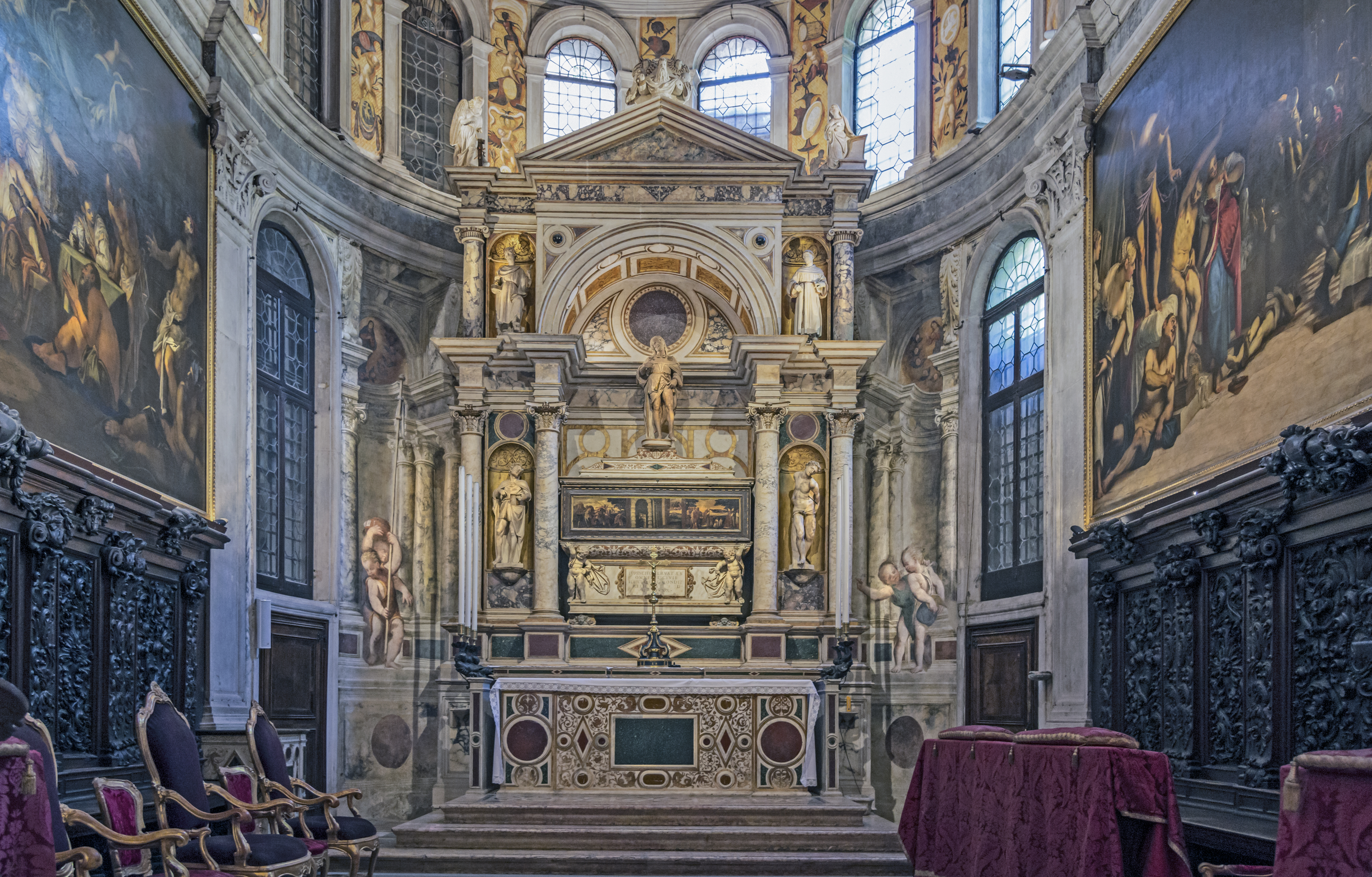
O altar-mor foi projetado por Venturino Fantoni
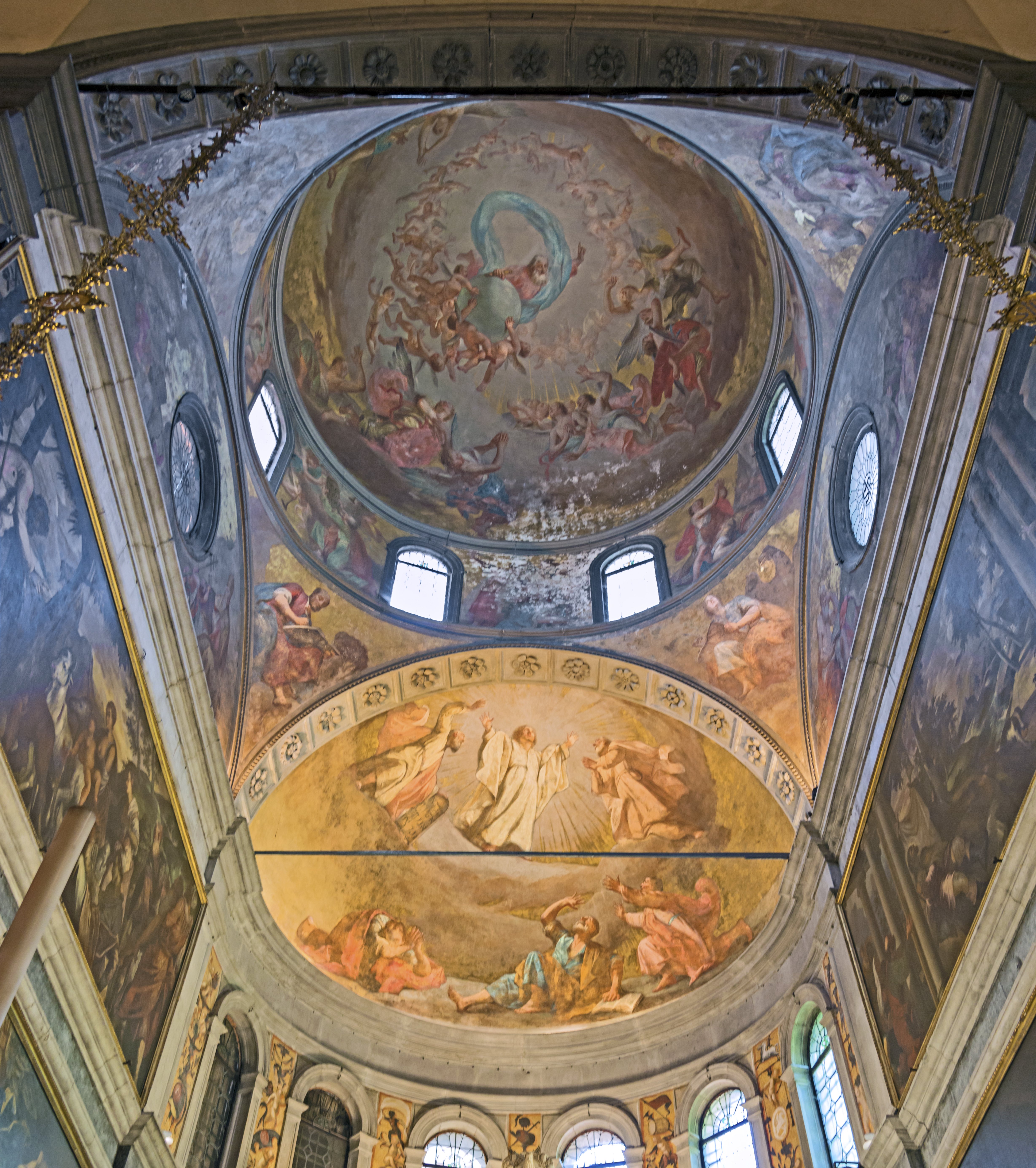
A cúpula da abside e havia decorado por Il Pordenone
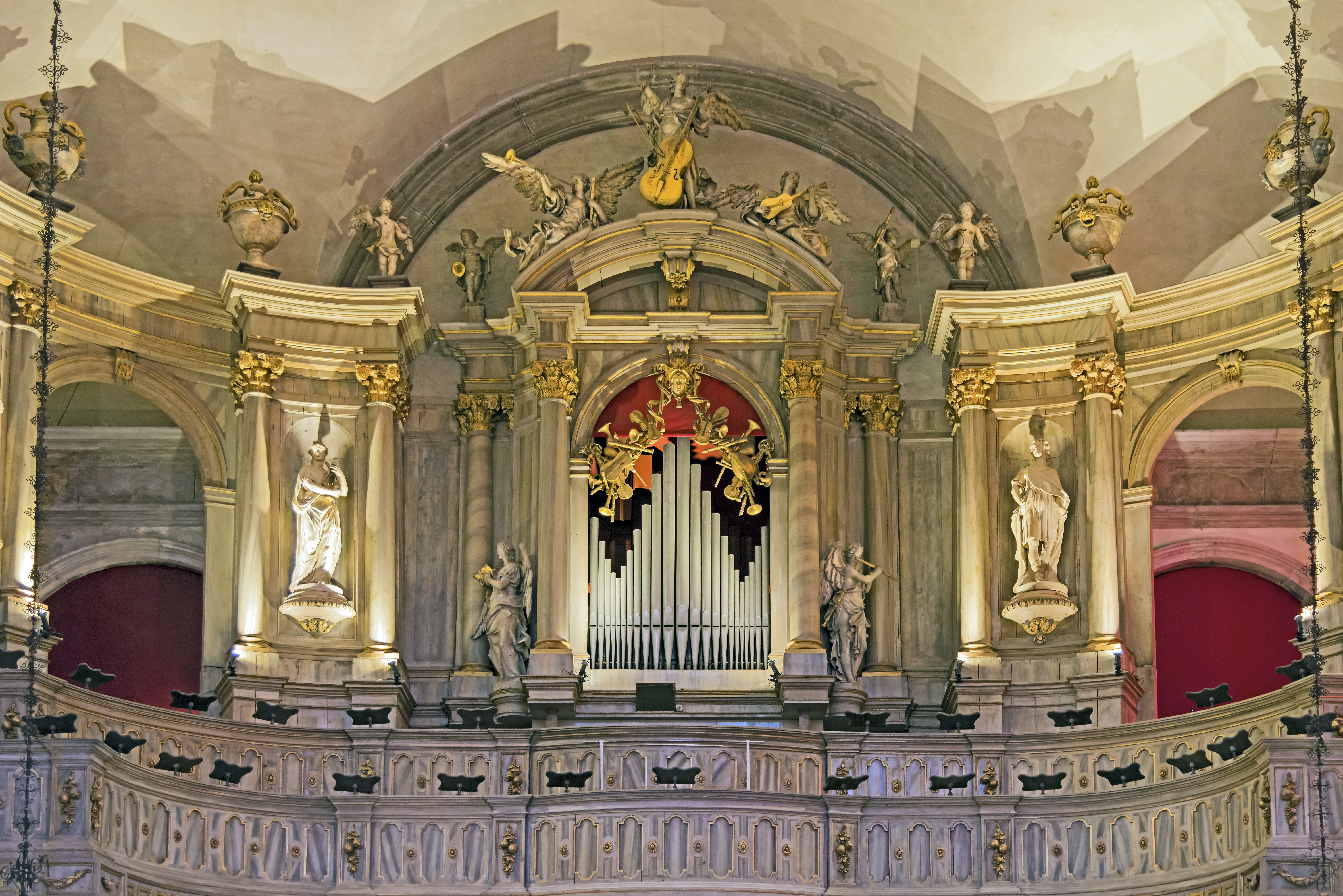
órgão
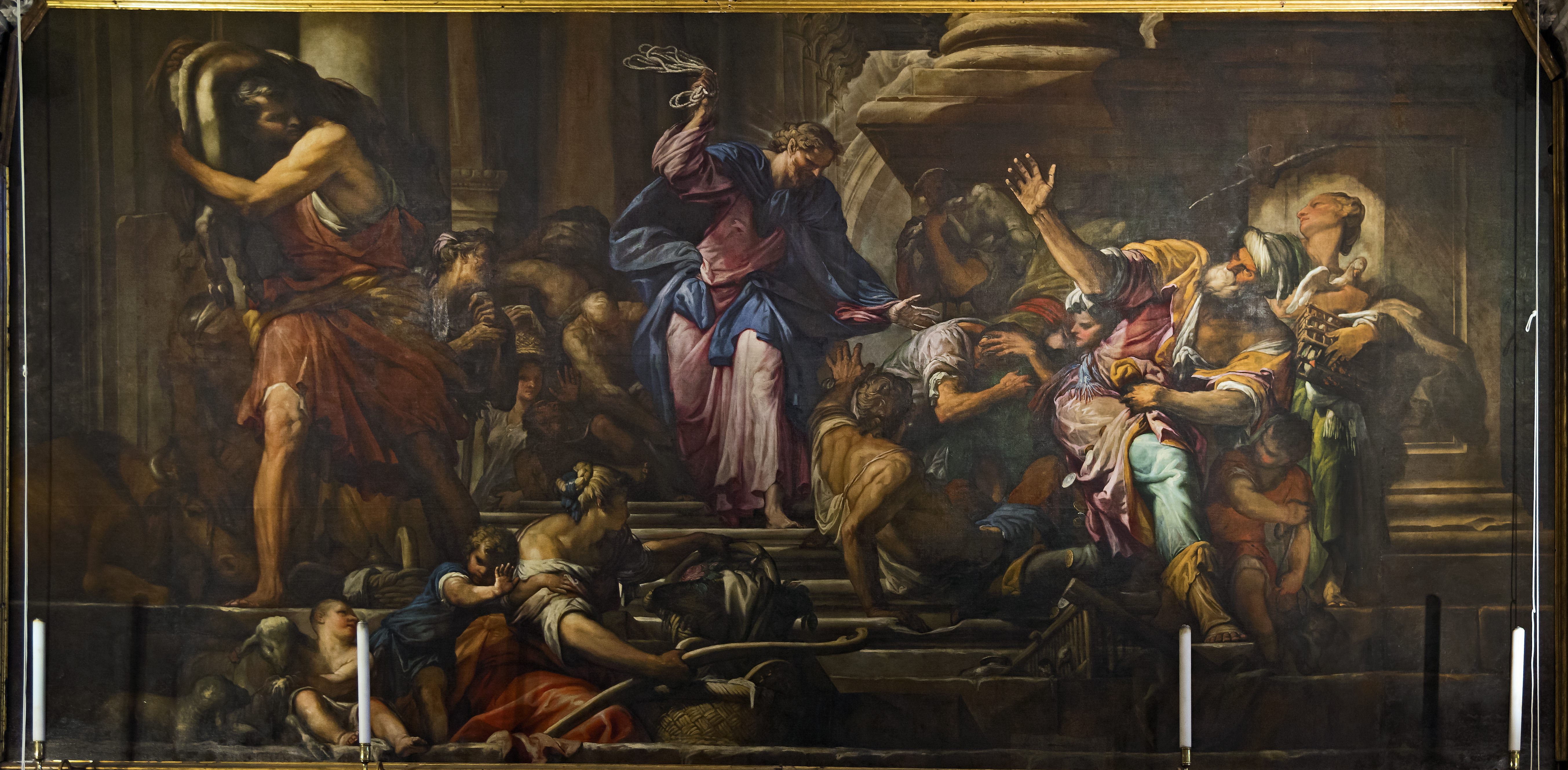
"Cristo expulsando os mercadores do templo" de Fumianidi.